# Jan Seynhaeve
Jan Seynhaeve (Wevelgem, 30 augustus 1969) is een Belgische politicus voor de CVP en diens opvolger CD&V.

## Levensloop
Seynhaeve volgde in het middelbaar Latijn-Grieks in het Sint Aloysiuscollege te Menen. Daarna studeerde hij maatschappelijk assistent aan het Ipsoc in Kortrijk. Hij ging daarna werken in de psychiatrie en als jeugdconsulent en van 1992 tot 2000 werkte hij bij de CM. Sinds 2000 geeft hij deeltijds les aan het VIVES, (voormalig KATHO). Hij studeerde af als master in de bestuurskunde en publiek management in 2017.
In 1994 nam hij als kandidaat-gemeenteraadslid het eerst deel aan de verkiezingen. Hij werd meteen verkozen en in 1995 werd hij op 25-jarige leeftijd schepen onder burgemeester Gilbert Seynaeve. In 2000 werd hij herverkozen en aangesteld als eerste schepen. Tijdens deze bestuursperiode volgde hij in januari 2004 Gilbert Seynaeve op als burgemeester. Bij de gemeenteraadsverkiezingen van 2006 werd hij herkozen. Ook in 2012, 2018 en 2024 werd hij opnieuw verkozen.